# سانداک شاترو
سانداک شاترو (Sandakšatru) سومین و آخرین پیشوای قبایل صحرانشین کیمری است. بخش بزرگی از قبایل مزبور حدود سال‌های - ۶۷۴ پ. م. - به اراضی  ماننا یا به عبارتی  آذربایجان ایران نفوذ و  سُکنا گزیده بودند. نام  سه پیشوای کیمری تئوشپا، توگدامه و سانداک‌شاترو در منابع میخی آشور  زمان اسرحدون آمده و شاه آشور دائماً در جدال با این قبایل صحراگرد نوظهور بود.

## توجیه نام سانداک شاترو
اگر کلمهٔ سانداک‌شاترو درست تلفظ شده باشد، در اشتقاق و تعلق لسانی آن شکی باقی نمی‌ماند که عنصر کشاتر چنانکه مشخص است و جای بحث باقی نمی‌گذارد این همان کلمهٔ ایرانی خشثره به معنی حکومت و قدرت، بخش و سهم، تیول یا ناحیه است و هرگز در دیگر شاخه‌های خانوادهٔ السنهٔ هندواروپایی و به طریق اولیٰ در زبان‌های غیر هندواروپایی دیده نمی‌شود.
توجیه عنصر اول کلمه یعنی سان‌دا دشوارتر است. باید در نظر گرفت که این عنصر در نام‌های آسیای صغیر بسیار متداول بوده و از آن جمله در همان جاییکه آشور باناپال شاه آشور با توگدامی و پسر او ساندک شاترو گیروداری داشت. 
.
عنصر ساند و ساندا در نام‌های آسیای صغیر کاملاً روشن است. به این معنی که اسامی مزبور از نام خدای آسیای صغیر ساندون مشتق است. در کیلیکیه و دیگر بخش‌های آن سرزمین مدت‌ها پیش و پس از دوران مورد نظر، آن را پرستش می‌کردند. در عهد باستان اعتقاد بر این بود که هر خدا از جماعت و محل خود حمایت می‌کند و اگر کسی به کشور بیگانه رفت باید خدای محلی را پرستش نماید و قربانی نثار وی سارد.
با در نظر گرفتن نکات فوق محتمل است که کیمریان پس از مهاجرت به آسیای صغیر خدایان آنجا را پرستش کرده باشند. و بنابراین ساندا کشترو یا صحیحتر سانداخشثره را می‌توان به معنی حکومت خدای ساندون تعبیر کرد و چنین نامی کاملاً با نام‌هایی از قبیل آرتاخشسه به معنی حکومت خدای آرتــــا آرتـــاکزرکس و نام‌های اسکیتی آلکسارتوس به معنی حکومت آریاییان و فرن‌کشارتوس به معنی حکومت فرّه و بسیاری دیگر مطابقت دارد.